# Benz 16/50 PS
La Benz 16/50 PS era un'autovettura di lusso prodotta dal 1921 al 1926 dalla Casa automobilistica tedesca Benz & Cie. Continuò ad essere prodotta anche fino al 1927, ma con il marchio Mercedes-Benz.

## Storia e caratteristiche
La 16/50 PS venne introdotta in sostituzione del modello 18/45 PS, ma anche della Benz 21/50 PS, rispetto alla quale voleva offrire pari prestazioni, ma a fronte di minori costi di esercizio, data la minor cubatura del suo motore. Questa vettura venne prodotta inizialmente in tre configurazioni di carrozzeria: torpedo a 4 posti, torpedo a 6 posti e limousine. Essa montava un 6 cilindri in linea di tipo biblocco, della cubatura di 4.2 litri, in grado di erogare 50 CV di potenza massima a 2000 giri/min.
A partire dal 1923, alla versione normale, venne affiancata una versione più spinta, denominata 16/50 PS Sport, equipaggiata dallo stesso motore, ma con potenza massima portata a 75 CV a 2800 giri/min. La versione Sport fu all'epoca una delle più prestanti vetture nella sua categoria.
Queste erano le caratteristiche tecniche della 16/50 PS. Tra parentesi sono indicate le differenti caratteristiche della versione Sport:
Propulsore
- motore: 6 cilindri biblocco in linea;
- alesaggio e corsa: 80x138 mm;
- cilindrata: 4160 cm³;
- distribuzione: un asse a camme laterale;
- valvole: laterali, disposte ad L;
- rapporto di compressione: 4.75:1 (5.75:1);
- alimentazione: due carburatori Zenith;
- accensione: magnete e batteria;
- potenza massima: 50 CV a 2000 giri/min (75 CV a 2800 giri/min).

trasmissione
- tipo trasmissione: ad albero cardanico;
- trazione: posteriore;
- cambio: a 4 marce;
- frizione: a cono con guarnizione in cuoio.

Autotelaio
- telaio: in lamiera d'acciaio stampata;
- sospensioni: ad assale rigido con molle a balestra;
- freni: a ceppi sull'albero di trasmissione, dal 1924 anche con dispositivo meccanico agente sul retrotreno.

Prestazioni
- Velocità max: 90 km/h (110 km/h).

Nel 1925 la Sport venne tolta di produzione ed uscì quindi dal listino Benz.
Nel 1926 la Benz & Cie. e la Daimler Motoren Gesellschaft si fusero assieme per dare vita alla Daimler-Benz, il cui marchio automobilistico fu la Mercedes-Benz. Da questo punto fino al 1927, la 16/50 PS venne prodotta con tale marchio, per essere poi sostituita dalla Mercedes-Benz Typ 320 W04. Di fatto, la 16/50 PS è considerata l'ultimo modello prodotto dalla storica Casa di Mannheim.